# Четырёхбугорный маяк
Четырёхбугорный (Петровский) маяк — построен в 1876 году, расположен на окраине села Вышка в Лиманском районе Астраханской области России.

## История
В 1722 году во время Персидского похода, Пётр I со своей эскадрой стоял у Четырёх-Бугорного острова.
В «Походном журнале» он записал:
«Июля 20. Пришли к урочищу Четыре Бугры... Стали на якорь того же дни в 5-м часу пополудни... 21-го. Стояли за противным ветром до седьмого часа пополудни». По возвращении в Астрахань, Петр I отдает распоряжение губернатору Волынскому, чтобы на Четырехбугорном острове основать крепость и маяк с освещением.
После смерти Петра I по его указу в 1741 году на Четырёхбугорном острове был возведен деревянный маяк. Но из-за сильных ветров с моря маяк постоянно ветшал. В 1852 году после сильного шторма маяк и вовсе был разрушен. Тогда было принято решение построить новый, каменный маяк. Строительство завершилось лишь к 1876 году.
В энциклопедическом словаре Ф. А. Брокгауза и И. А. Ефрона, маяк упоминается следующим образом:
Астраханской губернии и уезда, в 120 верстах к юго-западу от города, у самого взморья, на бугре, носящем название Вышки, ниже уровня океана на 49 футов. Маяк высотой в 28 саженей; свет его виден за 35 верст. Свое название он получил от четырёх бугров.
В XVIII веке уровень Каспийского моря был на много выше, со временем море отступило. Группа небольших островов, расположенных среди множества рукавов, каналов и заливов, часто меняющих условия своих фарватеров. Один из них — Четырехбугорный — и стал местом для строительства маяка. Название остров получил по составляющим на его поверхности четырем буграм: Большому, Малому, Круглому и Маячному. Побережье Каспия в настоящее время находится в 30 километрах от маячной башни.
Маяк представляет собой каменную башню, восьмигранной формы, слегка сужающийся к вершине. Башня имеет семь окон, на верхнюю часть маяка ведут ступеньки винтовой лестницы. В 1876 года в фонарном сооружении маяка стоял-перворазрядный светооптический аппарат Френеля (высотой 2,6 м, диаметром 1,84 м) постоянного огня с проблесками. В 1930 годы уровень воды в море настолько спал, что маяк потерял свою функцию и со временем был закрыт. В 1980-е годы сооружение признали памятником культурного наследия Астраханской области.